# Ángel Cobián Areal
Ángel Cobián Areal, nacido en Romay (Portas) en 1854 y fallecido en Pontevedra el 14 de mayo de 1901, fue un médico y político gallego.

## Trayectoria
Estudió Medicina en Madrid. Desarrolló una labor sanitaria en Pontevedra, fue director médico del hospital de Pontevedra (1894), procurador médico del ayuntamiento de Pontevedra, médico encargado del servicio de higiene, miembro de la Junta Provincial de Beneficencia, presidente del Colegio de Médicos de Pontevedra e inspector de Sanidad de la provincia. Redactó el Reglamento para el orden y gobierno del Hospital de Pontevedra (1897) y el Reglamento Especial de Higiene (1897), para controlar la prostitución.
Militante del Partido Conservador, fue nombrado alcalde de Pontevedra el 27 de junio de 1891, permaneciendo en el cargo hasta 1893. Impulsó la construcción de un nuevo hospital en la ciudad y una campaña de vacunación contra la viruela. Murió el 14 de mayo de 1901, repentinamente tras enfermar gravemente.
| Predecesor: Inocencio Acevedo Caballero | Alcalde de Pontevedra 1891-1893 | Sucesor: Víctor Mendoza Muñoz |